# Hayashi Razan

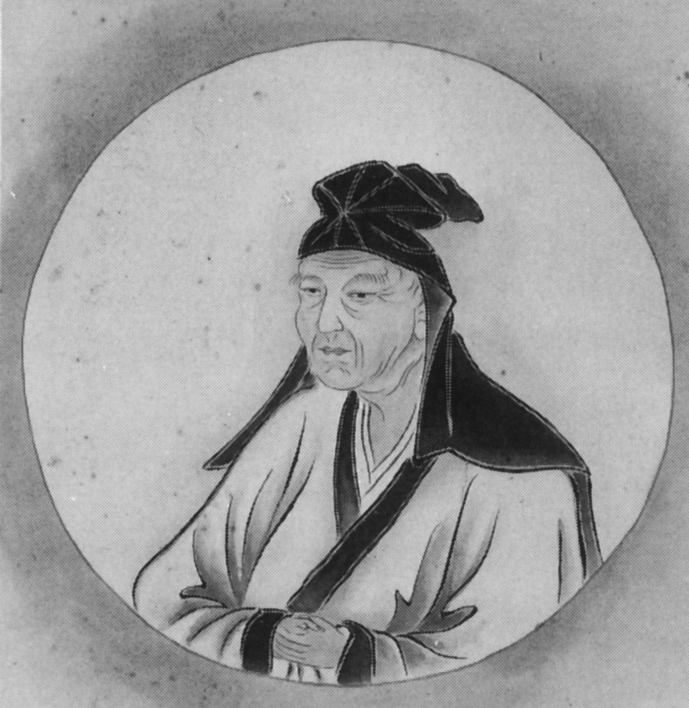
Hayashi Razan, Zeichnung aus dem 18. Jahrhundert

Hayashi Razan (japanisch 林 羅山; * 1583 in Kyōto; † 7. März 1657 in Edo) war ein führender Vertreter des Neokonfuzianismus der frühen Edo-Zeit. Mit ihm beginnt die Geschichte des Hauses Hayashi, das bis ins 19. Jahrhundert einflussreiche konfuzianische Gelehrte hervorbrachte. Razan ist sein Schriftstellername, sein postumer Name  (imina) lautet Nobukatsu (信勝), der Großjährigkeitsname (azana) war Konobu (子信). Im Kloster erhielt er den Namen Dōshun (道春).

## Leben
Hayashi wurde 1583 in Kyōto geboren und wegen familiärer Umstände als Adoptivsohn einem Onkel anvertraut. Das überaus begabte Kind begann 1595 im  Kennin-Tempel (Kennin-ji, 建仁寺) mit buddhistischen Studien, doch verweigerte er die endgültige Aufnahme in den Mönchsstand und kehrte im Alter von 15 Jahren zu seiner Familie zurück. Hier wandte er sich den Lehren des neokonfuzianischen chinesischen Philosophen Zhu Xi (japanischer Name: Shushi) zu und studierte besonders dessen Kommentare zu den „Vier kanonischen Büchern“.
Im Jahre 1604 lernte er den Philosophen Fujiwara Seika kennen, der aus einer großen Unzufriedenheit mit dem Buddhismus heraus versuchte,  shintoistische mit konfuzianischen Elementen zu verbinden und ähnlich denkende Gelehrte um sich versammelte. Diese Begegnung übte auf Razans weiteren Lebensweg einen entscheidenden Einfluss aus. Seika war von Razans Intellektualität beeindruckt. Im folgenden Jahr stellte  er den 23-jährigen Razan dem ersten Shōgun und Begründer der Tokugawa-Dynastie, Tokugawa Ieyasu in Kyoto vor und empfahl ihn für ein offizielles Amt.
1606 führte Razan eine heftige Debatte mit Fabian Fucan (c. 1565–1621), einem japanischen Jesuiten, über die Form der Erde und den Kosmos. 1607 zog Razan nach Edo und wirkte als Ratgeber des zweiten Shōgun Tokugawa Hidetada (Ieyasus dritter Sohn). 1624 wurde er zum Lehrer (jikō, 侍講) des zweiten Sohnes von Hidetada, Tokugawa Iemitsu ernannt. Razan war in vielfältiger Form an der Etablierung des Herrschaftssystems der Tokugawa beteiligt. 1635 verfasste er die Schrift Buke Shohatto (武家諸法度, dt. „Regularien für die Häuser der Krieger“), im darauffolgenden Jahr pilgerte er zum Ise-Schrein und hielt dort eine Zeremonie ab.
1632 errichtete er im Edoer Viertel Ueno Shinobugaoka mit Hilfe des Daimyōs Tokugawa Yoshinao von Owari ein Mausoleum, den „Palast des Alten Heiligen“ (先聖殿, Zenseiden; gemeint ist Konfuzius), welcher später die Shōheikō (昌平黌), die halbstaatliche neokonfuzianische Eliteschule und Ausbildungsstätte für Regierungsbeamte werden sollte. Das Rektorat verblieb seit Hayashi Hōkō (林 鳳岡), dem Enkel Razans, als Erbamt beim Haus Hayashi.
Razan übte in der Konsolidierungsphase des neuen Shōgunats großen Einfluss aus, indem er Regularien für Institutionen und Etikettevorschriften entwarf. Neben der „Lehre der Weisen“ (wörtliche Übertragung des Terminus jugaku, 儒学, dt. „Konfuzianismus“) verfasste er Reiseaufzeichnungen. Einflussreich war des Weiteren die Kompilation des Tashikihen (多識編), das etwa 2000 Stichworte der chinesischen Heilmittelwerke Běncǎo Gāngmù (chinesisch 本草綱目) und Nóngshū mit  (農書) japanischen Termini korreliert und einen großen Einfluss auf die japanischen Ärzte des 17. Jahrhunderts ausübte.
Die von ihm in seinen späten Jahren begründete Schulrichtung des sogenannten Ritō-Shinchi-Shintō, der die Einheit von Konfuzianismus und Shintō sowie die Zurückweisung des Buddhismus zum Inhalt hatte, bildete die Grundlage für die spätere Strömung des konfuzianistisch geprägten Shintō (儒家神道, Juka-Shintō).
Hayashis Grab befindet sich im Tokyoter Bezirk Shinjuku, Stadtteil Ichidani Yamabushi.

## Werke (Auswahl)
- Tashiki-hen. Druck 1612 (多識篇)
- Honchō jinja-kō. Druck 1645 (『本朝神社考』)
- Heishin kikō. (『丙辰紀行』)
- Mitwirkung an: Kan'ei shoke keizu-den (『寛永諸家系図伝』)